# Alehalli, Narasimharajapura
Alehalli là một làng thuộc tehsil Narasimharajapura, huyện Chikmagalur, bang Karnataka, Ấn Độ.